# Eric Miéville
Sir Eric Charles Miéville (Londra, 31 gennaio 1896 – 16 settembre 1971) è stato un diplomatico inglese.

## Biografia
Era il figlio più giovane di Charles Ernest Miéville (1858-1940), un agente di cambio e agente immobiliare, e di sua moglie, Alice Huleat Garcia Bampfield (1864-1934).. Frequentò la St. Paul's School e, nel 1919, come di studente di cinese. Dal 1920 al 1927, ha lavorato come segretario privato e vice console per il ministro britannico a Pechino.

## Carriera

### Canada e India
Nel 1927, Miéville è stato nominato segretario di Freeman Freeman-Thomas, I marchese di Willingdon, governatore generale del Canada, fino al 1931. In seguito, ha accompagnato Freeman-Thomas in India alla sua nomina a governatore generale dell'India e ha continuato a servire come suo segretario fino al pensionamento di quest'ultimo nel 1936. 

### Segretario privato del Re
Il 20 luglio 1936 è stato nominato assistente segretario del duca di York. In seguito alla abdicazione di Edoardo VIII, ha continuato il suo servizio durante l'ascesa di Giorgio VI fino al 1945.

## Morte
Nel 1946, è stato nominato segretario privato all'ultimo viceré dell'India, Lord Mountbatten, e ha svolto un ruolo minore nella preparazione che hanno preceduto l'indipendenza indiana.
Morì il 16 settembre 1971.